# Nikołaj Karabulin
Nikołaj Michajłowicz Karabulin (ros. Николай Михайлович Карабулин, ur. 17 listopada 1918 we wsi Tarchanka obecnie w obwodzie jarosławskim, zm. 5 lipca 1943) – radziecki lotnik wojskowy, kapitan, Bohater Związku Radzieckiego (1942).

## Życiorys
Urodził się w rodzinie chłopskiej. Skończył 7 klas i szkołę uniwersytetu fabryczno-zawodowego, pracował jako tokarz w fabryce w Jarosławiu, ukończył aeroklub w Jarosławiu. Od 1938 służył w Armii Czerwonej, w 1940 ukończył wojskową szkołę lotniczą w Stalingradzie, od sierpnia 1941 uczestniczył w wojnie z Niemcami. Był dowódcą klucza 215 pułku lotnictwa szturmowego 47 Mieszanej Dywizji Lotniczej Frontu Zachodniego, do 16 września 1941 wykonał 13 lotów bojowych, zadając wrogowi duże straty w ludziach i sprzęcie. Później został dowódcą eskadry i otrzymał stopień kapitana. Zginął w walce podczas wykonywania zadania bojowego. Został pochowany w Małoarchangielsku w obwodzie orłowskim. Jego imieniem nazwano ulicę w Jarosławiu.

## Odznaczenia
- Złota Gwiazda Bohatera Związku Radzieckiego (12 kwietnia 1942)[1]
- Order Lenina (12 kwietnia 1942)
- Order Aleksandra Newskiego
- Order Wojny Ojczyźnianej II klasy